# Eggcorn
Eggcorn avser ett ord eller en fras som, ofta på grund av missförstånd, används istället för det "korrekta" ordet eller frasen. Ett eggcorn uttalas snarlikt det ursprungliga ordet och ger sig därför främst till känna i skrift. Eggcorns skiljer sig från andra slags felskrivningar, då de ofta kan härledas till någon form av logiskt resonemang. Exempelvis äts "hand-burgaren" inte sällan med handen. Det föreligger därför, med andra ord, en folketymologisk omtolkning som lett till den alternativa benämningen.
Begreppet "eggcorn" är myntat av den amerikanske lingvisten Geoffrey Pullum, då han fick höra om en kvinna som trott att det engelska ordet "acorn" (ekollon) hette "eggcorn" (ägg-korn). Då orden uttalas liknande och ekollonet dessutom utseendemässigt påminner om ett ägg, gick kvinnan ända upp i vuxen ålder i tron om att det var så ordet hette utan att bli rättad. Det finns ingen vedertagen svensk översättning av fenomenet "eggcorn" men flera förslag har lagts fram, däribland "wienergummi" och "nattuttryck".

## Exempel på svenska eggcorns
- "Båt-saken" (båts-haken)
- "Dra alla över en kant" (dra alla över en kam)
- "Coollugn" (kolugn)
- "Fettis-dagen" (fet-tisdagen)
- "Fylla till bredden" (fylla till brädden)
- "Grodblad" (groblad)
- "Handburgare" (hamburgare)
- "Handfack" (handskfack)
- "Hårddra" (hårdra)
- "Insektsnyckel" (insexnyckel)
- "Lägga rabarber på" (lägga embargo på)
- "Mumsbit" (munsbit)
- "Pälsänglar" (pälsängrar)
- "Situationstecken" (citationstecken)
- "Ta det säkra före det osäkra" (ta det säkra för det osäkra)
- "Väg-gren" (vägren)
- "Wienergummi" (vingummi)
- "Älgskog" (älskog)